# Seán Mac Stíofáin
Seán Mac Stíofáin, pseudonimo di John Stephenson (Leytonstone, 17 febbraio 1928 – Navan, 18 maggio 2001), è stato un militare irlandese, capo di stato maggiore della Provisional IRA, che ha guidato dal 1969 al 1972.

## Opere
- (EN) Memoirs of a Revolutionary, Londra, Gordon Cremonesi, 1975.

| Controllo di autorità | VIAF (EN) 60325507 · ISNI (EN) 0000 0000 2161 5769 · LCCN (EN) n50043607 · J9U (EN, HE) 987007383775605171 |